# 9642 Takatahiro
9642 Takatahiro (1994 RU) là một tiểu hành tinh vành đai chính được phát hiện ngày 1 tháng 9 năm 1994 bởi K. Endate và K. Watanabe ở Kitami.